# Олексій Санков
Олексій Санков (15 жовтня 1999) — молдовський плавець.
Учасник Олімпійських Ігор 2016 року.